# DTUsat-1
DTUsat-1 ist ein von Studenten an Dänemarks Technischer Universität entwickelter Picosatellit, der zur Ausbildung der Studenten und zur Erprobung eines 450 m langen Space Tethers dienen sollte. Die Kommunikation mit dem Satelliten (Rufzeichen OZ2DTU) sollte auf der Amateurfunk-Frequenz 437,475 MHz in der Betriebsart AX.25 mit 2400 Baud AFSK erfolgen.
Der Satellit wurde am 30. Juni 2003 vom Kosmodrom Plessezk gestartet. Es konnten keine Signale von ihm empfangen werden und die Mission gilt als gescheitert.